# Володимир-Іван Володимирович
Володи́мир Володими́рович (? — після 1218) — руський князь з роду Ростиславичів, династії Рюриковичів. Син галицького князя Володимира Ярославича. Онук Ярослава Осмомисла. У хрещенні — Іва́н. На думку історика Леонтія Войтовича, 1218 року разом із старшим братом Васильком був претендентом на галицький престол, якого угорці намагалися використати у боротьбі за Галицьку спадщину.